# Константіна
Константіна (араб. قسنطينة) — місто в Алжирі, столиця однойменної провінції, на північному сході країни за 80 км від узбережжя Середземного моря.
Є комерційний центром цього регіону, має розвинуті такі галузі: килимарство, металообробну, тютюнову та харчову промисловість. Також у місті є кілька музеїв, історичних пам'яток і мечетей, одна з яких побудована 1221 року. Константіну називають ще «Містом мостів» через її багаточисленні та живописні мости, що обєднують скелі та долини. Місту присвоїли звання культурної столиці арабських країн в 2015 році.

## Історія

### Антична історія
У давнину Цирта — столиця Нумідії. У часи Римської імперії була центром провінції Нової Африки (згодом — Нумідія).
Місто було засноване фінікійцями, які назвали його Сева (царське місто). Пізніше місто було перейменовано на Цирта (що з фінікійської мови «місто») нумідійським царем Сіфаксом, який перетворив її на свою столицю. Місто захопила Нумідія, країна берберського народу, після того, як карфагеняни зазнали поразки від Риму у Третій Пунічній війні. В 112 році до н. е. місто було окуповано нумідійським царем Югуртою, який переміг свого єдинокровного брата Адгербала. Пізніше місто послужило базою для римських полководців Квінта Цецилія Метелла Нумідійського та Гая Марія в їх війні проти Югурти. Пізніше, усунувши короля Юбу I та інших прихильників Помпея в Африці (бл. 46), Юлій Цезар надав особливі права громадянам Цирти, також відому як Colonia Sittlanorum.
В 311 році по Р. Х., під час громадянської війни між імператором Максентієм та узурпатором Доміцієм Александром (колишнім губернатором Африки), місто було зруйноване. Відбудовано в 313 році по Р. Х., згодом було названо Константіною на честь імператора Костянтина Великого, який переміг Максентія. Захоплено вандалами в 432 році, але вже 534 року Константіна повернулася до Візантійського екзархату Африки (тобто Північної Африки), аж по 697 рік перебувала під візантійською владою. У VIII столітті її завоювали араби, давши ім'я Кацентина.
В ХІІ столітті Бану-гілал, арабське плем'я, що проживало між Нілом та Червоним морем, оселилося в Тунісі, Триполітанії (західна Лівія) та Константіносі (східний Алжир).

### Сучасна історія
Місто відновилося в ХІІ столітті, і за правління Алмохадів та Гафсидів воно знову стало процвітаючим ринком, який мав зв'язки з Пізою, Генуєю та Венецією. Після 1529 року вона була складовою Османської імперії, якою керував турецький бей (губернатор), підпорядкований дегу Алжиру. Салах-бей, який керував містом в 1770—1792 рр., сильно прикрасив його і побудував значну частину мусульманської архітектури, яку можна побачити і сьогодні.
В 1826 році останній бей Ахмед Бей бен Мохаммед Шериф став новим головою держави. Він вчинив запеклий опір проти французьких військ, які вторглися в Алжир через чотири роки. До 13 жовтня 1837 р. територія була захоплена Францією, але Ахмед Бей продовжував боротьбу проти французів в оазесі Орес до 1848 року. З 1848—1962 р. місто було невід'ємною частиною Франції та центром департаменту Константіна.
В 1934 році через мусульманські антиєврейські заворушення в місті загинуло 34 місцевих євреїв.
Під час Другої світової війни, під час Північноафриканської компанії (1942–43), війська союзників використовували Костянтина та сусідні міста як оперативні бази.

## Транспорт
Костянтіна розташована на автодостраді схід-захід і національними автошляхами сполучений зі столицею Алжиром та портовими містами Джиджель, Скікда та Аннаба. Національні дороги ведуть до Тунісу і через Біскру до Сахари.
Аеропорт Константіна знаходиться приблизно за 9 км на південь від міста. Окрім алжирських напрямків, він також має сполучення з різними французькими місцями та Женевою.
Костянтин має залізничні сполучення з Алжиром, Тебессою, М'Сілою, Скікдою та Джіджелем.
З середини 2013 року існує перша, 8,1-кілометрова трамвайна лінія з десятьма зупинками, яка проходить у напрямку північ-південь від стадіону Рамдхан Бен-Абдельмалек до району Зуагі. [4]
Починаючи з 2008 року, Костянтіна має канатну дорогу, яка сполучає старе місто, з лікарняним районом на протилежному боці реки Умед та має завдовжки трохи більше 1 км.

## Міста-побратими
- Гренобль, Франція[8]
- Стамбул, Туреччина
- Сус, Туніс

## Географія

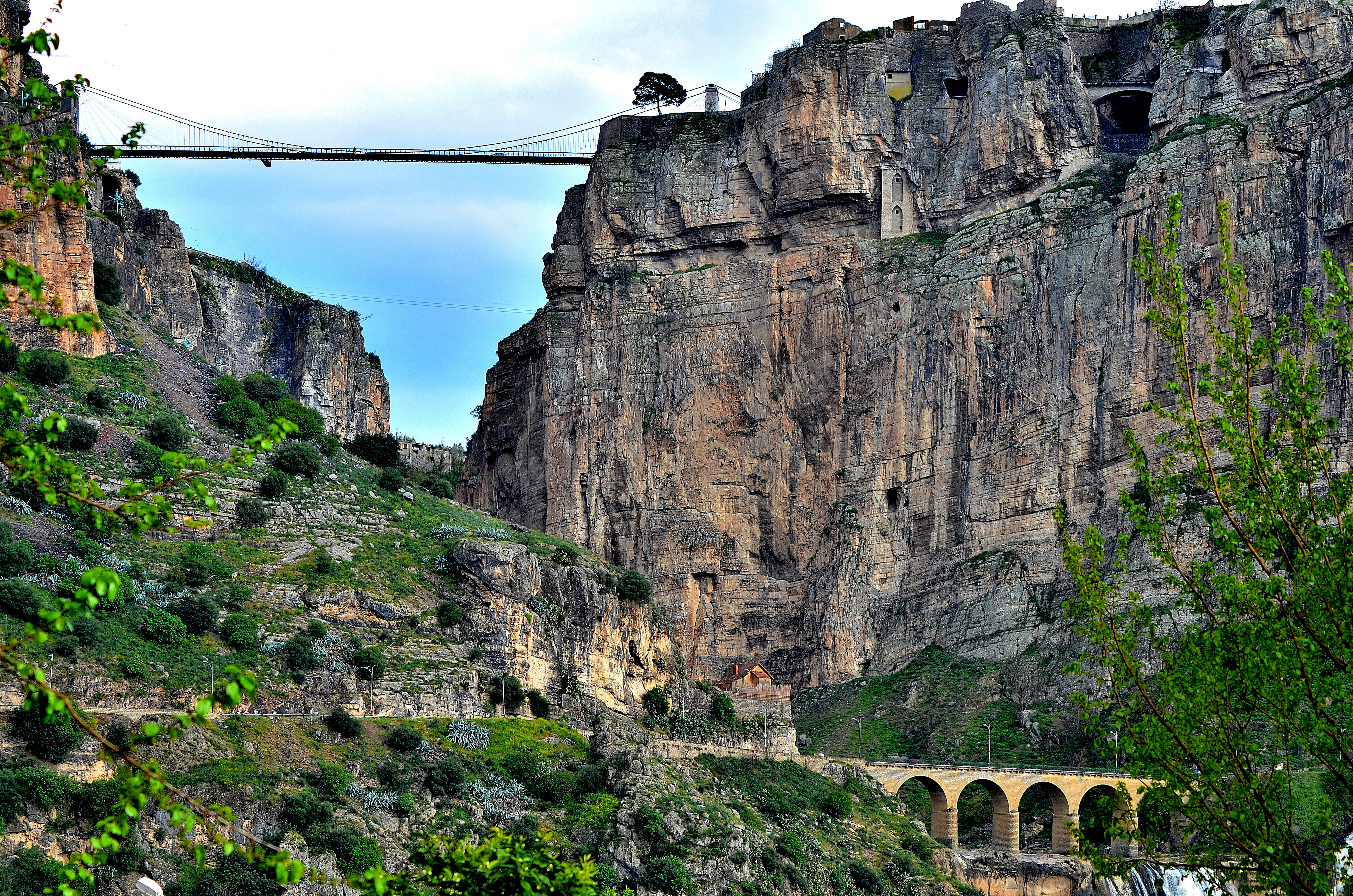
Константіна, каньйон та мости

Константина розташована на плато 640 м.н.м. та оточена глибоким каньйоном. Тому місто дуже мальовниче, має 7 мостів та віадук через каньйон річки Румель. Місто є воротами до багатої та різноманітної сільськогосподарської області, центром торгівлі зерном (має чотири млини), тракторну фабрику та текстильні підприємства.

### Галерея мостів Константіни

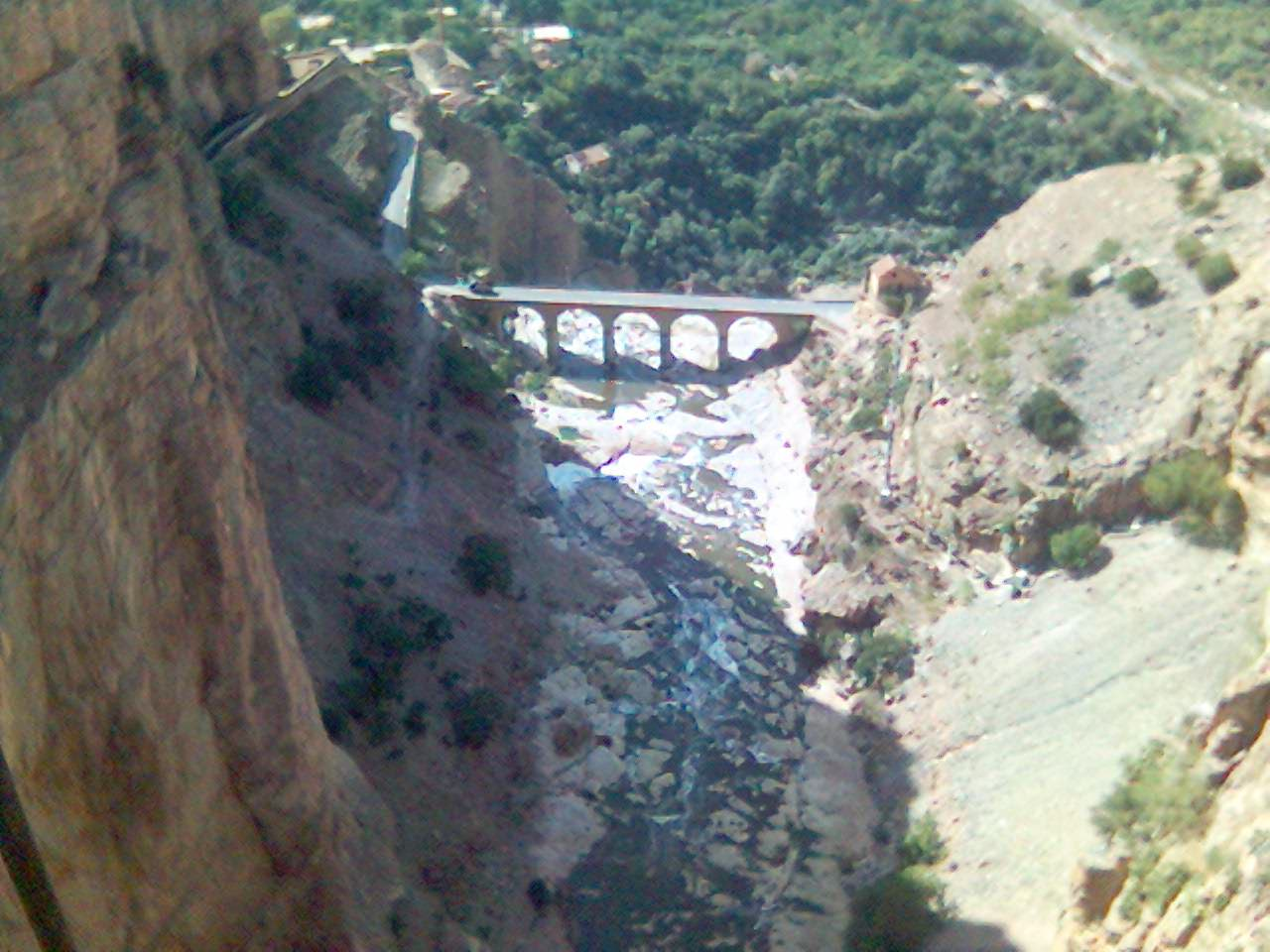
Міст Водоспадів (араб. جسر الشلالات)
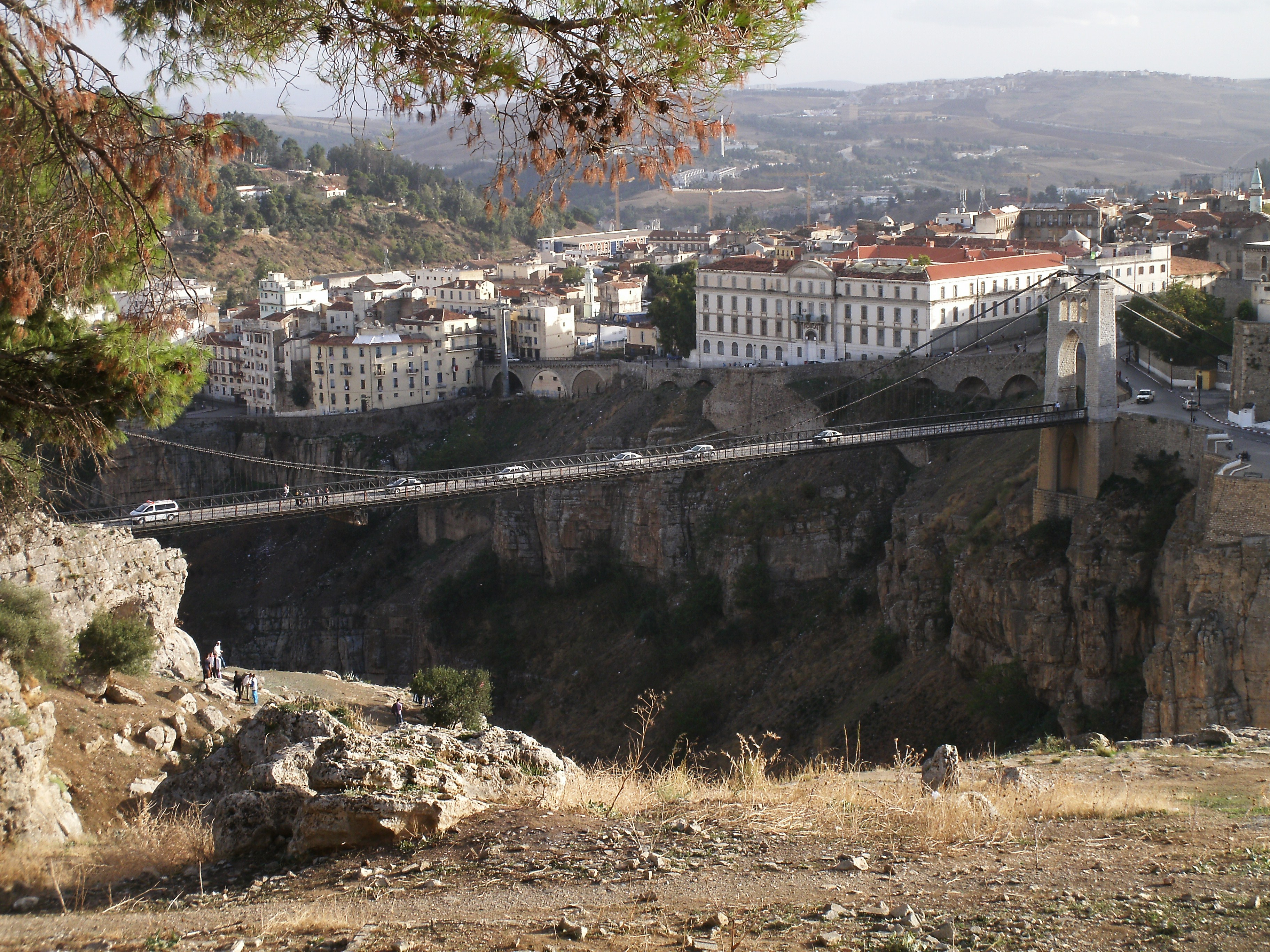
Міст Сіді-М'Сід
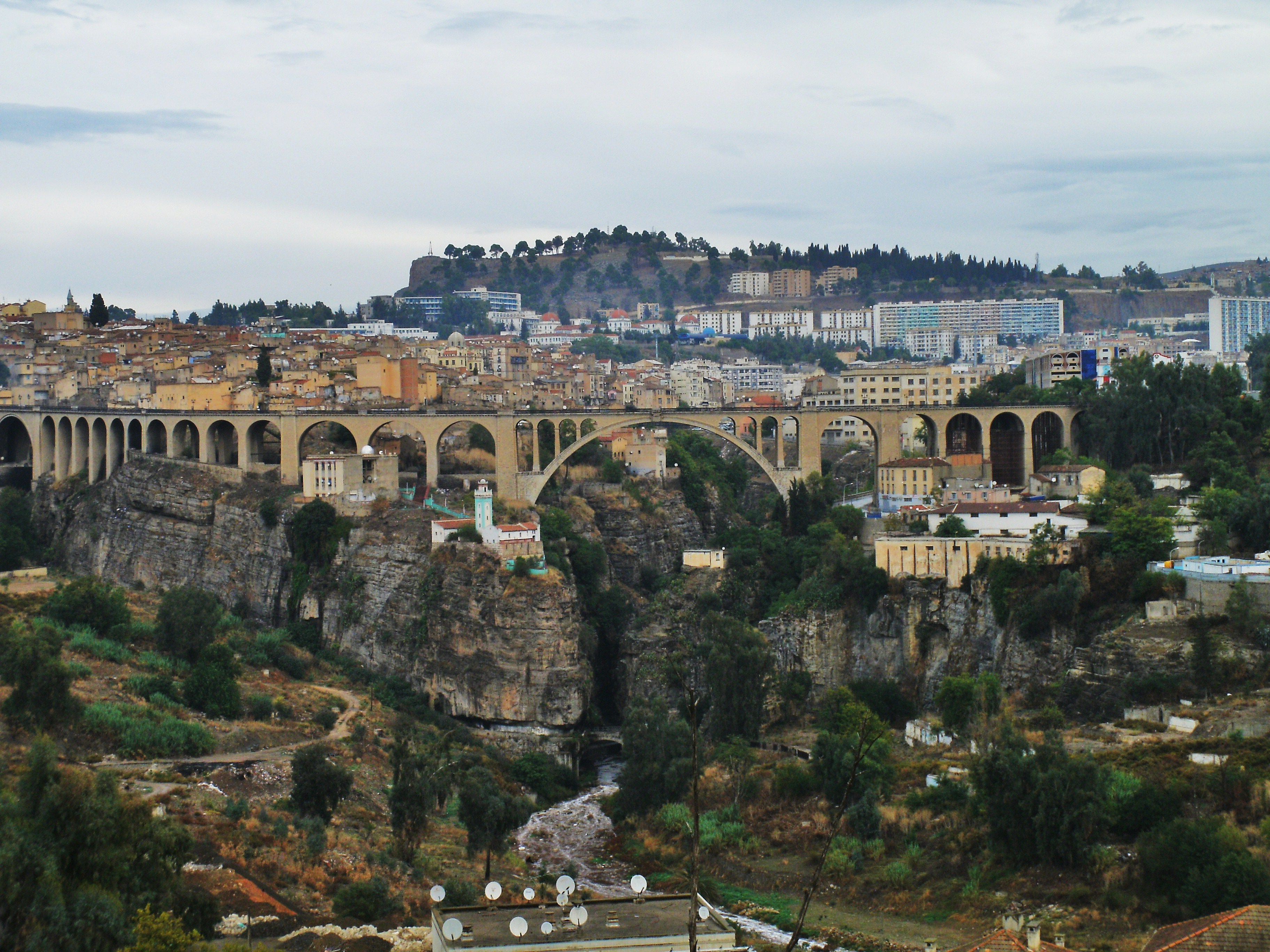
Міст Сіді Рахед
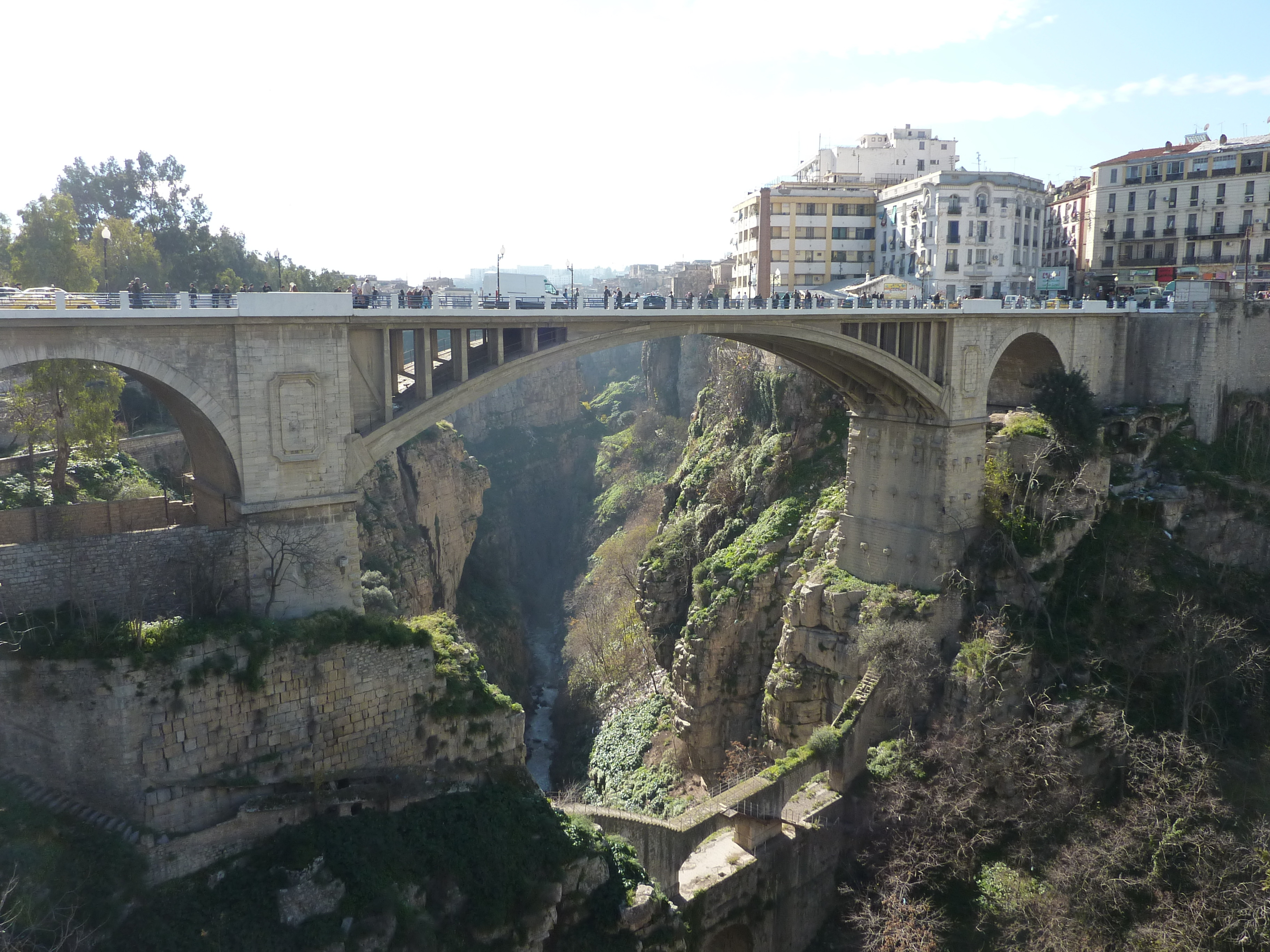
Міст д'Ель-Кантара

## Клімат
Клімат Константини є середземноморським (Класифікація кліматів Кеппена: Csa), зі спекотним сухим літом та м'якою, вологою зимою.
| Клімат Константини (1961–1990, екстремуми 1913–1992) | Клімат Константини (1961–1990, екстремуми 1913–1992) | Клімат Константини (1961–1990, екстремуми 1913–1992) | Клімат Константини (1961–1990, екстремуми 1913–1992) | Клімат Константини (1961–1990, екстремуми 1913–1992) | Клімат Константини (1961–1990, екстремуми 1913–1992) | Клімат Константини (1961–1990, екстремуми 1913–1992) | Клімат Константини (1961–1990, екстремуми 1913–1992) | Клімат Константини (1961–1990, екстремуми 1913–1992) | Клімат Константини (1961–1990, екстремуми 1913–1992) | Клімат Константини (1961–1990, екстремуми 1913–1992) | Клімат Константини (1961–1990, екстремуми 1913–1992) | Клімат Константини (1961–1990, екстремуми 1913–1992) | Клімат Константини (1961–1990, екстремуми 1913–1992) |
| Показник                                             | Січ.                                                 | Лют.                                                 | Бер.                                                 | Квіт.                                                | Трав.                                                | Черв.                                                | Лип.                                                 | Серп.                                                | Вер.                                                 | Жовт.                                                | Лист.                                                | Груд.                                                | Рік                                                  |
| Абсолютний максимум, °C                              | 24,0                                                 | 26,0                                                 | 30,4                                                 | 34,0                                                 | 37,6                                                 | 43,2                                                 | 44,1                                                 | 44,8                                                 | 45,5                                                 | 36,1                                                 | 28,0                                                 | 27,8                                                 | 45,5                                                 |
| Середній максимум, °C                                | 11,5                                                 | 13,0                                                 | 14,9                                                 | 18,2                                                 | 23,1                                                 | 28,6                                                 | 33,0                                                 | 32,7                                                 | 28,1                                                 | 22,2                                                 | 16,6                                                 | 12,3                                                 | 21,2                                                 |
| Середня температура, °C                              | 7,1                                                  | 8,1                                                  | 9,6                                                  | 12,4                                                 | 16,6                                                 | 21,5                                                 | 25,2                                                 | 25,2                                                 | 21,4                                                 | 16,4                                                 | 11,4                                                 | 7,9                                                  | 15,2                                                 |
| Середній мінімум, °C                                 | 2,6                                                  | 3,1                                                  | 4,2                                                  | 6,5                                                  | 10,0                                                 | 14,3                                                 | 17,3                                                 | 17,6                                                 | 14,7                                                 | 10,5                                                 | 6,1                                                  | 3,4                                                  | 9,2                                                  |
| Абсолютний мінімум, °C                               | −8,8                                                 | −7                                                   | −6                                                   | −3,5                                                 | −1,4                                                 | 3,0                                                  | 7,0                                                  | 7,8                                                  | 3,3                                                  | −2,1                                                 | −3,9                                                 | −4,8                                                 | −8,8                                                 |
| Середня кількість сонячних годин на місяць           | 155,0                                                | 155,4                                                | 192,2                                                | 210,0                                                | 251,1                                                | 315,0                                                | 356,5                                                | 303,8                                                | 258,0                                                | 213,9                                                | 165,0                                                | 148,8                                                |                                                      |
| Норма опадів, мм                                     | 66.6                                                 | 58.3                                                 | 61.8                                                 | 53.2                                                 | 41.5                                                 | 20.9                                                 | 8.9                                                  | 12.2                                                 | 36.4                                                 | 38.4                                                 | 43.5                                                 | 71.1                                                 | 512.9                                                |
| Днів з опадами                                       | 9                                                    | 8                                                    | 9                                                    | 7                                                    | 6                                                    | 3                                                    | 1                                                    | 2                                                    | 4                                                    | 6                                                    | 8                                                    | 7                                                    | 70                                                   |
| Вологість повітря, %                                 | 76                                                   | 73                                                   | 72                                                   | 70                                                   | 65                                                   | 54                                                   | 42                                                   | 48                                                   | 60                                                   | 68                                                   | 75                                                   | 76                                                   | 65                                                   |
| ---------------------------------------------------- | ---------------------------------------------------- | ---------------------------------------------------- | ---------------------------------------------------- | ---------------------------------------------------- | ---------------------------------------------------- | ---------------------------------------------------- | ---------------------------------------------------- | ---------------------------------------------------- | ---------------------------------------------------- | ---------------------------------------------------- | ---------------------------------------------------- | ---------------------------------------------------- | ---------------------------------------------------- |

## Персоналії
- Франсуаза Арнуль (1931—2021) — французька акторка театру, кіно та телебачення.